# Christian de Nassau-Dillenbourg
Christian de Nassau-Dillenbourg (12 août 1688 au château de Dillenbourg – 28 août 1739 à Straßebersbach, qui fait maintenant partie de Dietzhölztal) est prince de Nassau-Dillenbourg. Il est le dernier souverain de la lignée qui a commencé en 1606 avec le comte Georges V de Nassau-Dillenbourg.
Ses parents sont le prince Henri de Nassau-Dillenbourg (1641-1701) et Dorothée-Élisabeth de Brieg. En 1725, Christian épouse Isabelle, la fille de Henri-Casimir II de Nassau-Dietz. Le mariage est resté sans enfants.

## Biographie
Après la mort de ses parents, son frère aîné, Guillaume II de Nassau-Dillenbourg s'est occupé de son éducation. Christian et son Précepteur, Gustave von Moltke, sont envoyés à Leyde, où Christian étudie les mathématiques à l'université.
En 1708, Christian rejoint l'armée néerlandaise comme un Major. Le 16 avril 1711, il est promu colonel. Il combat aux Pays-bas contre les français pendant la Guerre de Succession d'Espagne. Après le traité d'Utrecht, il est retourné en Allemagne et réside à Hadamar. En 1711, François-Alexandre de Nassau-Hadamar, le dernier prince de Nassau-Hadamar meurt et son territoire est divisé entre les lignées de Nassau : Nassau-Dietz, Nassau-Dillenbourg et de Nassau-Siegen.
En 1724, son frère Guillaume II meurt sans héritier mâle et Christian hérite de Nassau-Dillenbourg.
En 1731, le Prince Frédéric-Guillaume II de Nassau-Siegen meurt. Avec sa mort, la lignée calviniste de Nassau-Siegen s'éteint. Le comté de Nassau-Siegen est accordé à Emmanuel-Ignace de Nassau-Siegen (1688-1735), un jeune demi-frère de Guillaume-Hyacinthe de Nassau-Siegen, qui a été destitué en 1707. Après la mort d'Emmanuel Ignace en 1735, Nassau-Siegen est divisé entre Nassau-Dietz et Nassau-Dillenbourg. En tant que chef de la branche, Christian conclut un traité d'héritage traité en 1736, avec Charles-Auguste de Nassau-Weilbourg: si l'une des lignées venait à s'éteindre en ligne masculine, l'autre hérite des biens.
Le prince Christian est décédé le 28 août 1739 à Straßebersbach (qui fait maintenant partie de Dietzhölztal). Comme il n'a pas d'enfant, Nassau-Dillenbourg est divisé entre Guillaume IV d'Orange-Nassau et Guillaume-Hyacinthe de Nassau-Siegen. Ce dernier ayant des difficultés financières, il vend sa part, le 17 février 1742 à Guillaume IV pour 40000talers40000taler.
Christian est Chevalier dans l'Ordre de Saint-Hubert.